# Xanthorhoe albicera
Xanthorhoe albicera là một loài bướm đêm trong họ Geometridae.